# NGC 1587
NGC 1587 é uma galáxia elíptica (E) localizada na direcção da constelação de Taurus. Possui uma declinação de +00° 39' 45" e uma ascensão recta de 4 horas, 30 minutos e 40,0 segundos.
A galáxia NGC 1587 foi descoberta em 19 de Dezembro de 1783 por William Herschel.